# 大池町 (名古屋市)
大池町（おおいけちょう）は、愛知県名古屋市中区の地名。

## 地理
町名の由来ともなった大池と通称される麹ヶ池は、前津小林村字田面（後に大池町三丁目）にあり、名古屋城下から少し離れた物見遊山の地であった。『名古屋市史地理編』によれば、その大きさは縦が90間、横が68間、面積は6100坪、周囲は4町58間3尺であったといい、周囲の水田約15町3段8畝26歩を潤す灌漑用水であったとされる。

## 歴史

### 町名の由来
地内の麹ヶ池の通称である大池に由来するという。この麹ヶ池は町の発展に伴い、埋め立てられて現存しない。

### 沿革
- 1909年（明治42年）10月1日 - 大字御器所の一部により、名古屋市大池町として成立[1]。
- 1911年（明治44年）11月1日 - 上前津町および前津小林町の各一部を編入する[5]。
- 1942年（昭和17年）2月1日 - 三田町の一部を編入する[5]。
- 1969年（昭和44年）10月21日 - 一部が大須四丁目に編入される[6]。また、千代田二丁目・同三丁目に編入される[1]。
- 1912年（大正元年）11月25日 - 名古屋市会において、旧大池敷地について、財団法人戴恩会に無償譲渡することを決する[7]。
- 1974年（昭和49年）5月11日 - 一部が上前津二丁目に編入される[8]。また、千代田三丁目に一部が編入される[1]。
- 1977年（昭和52年）10月23日 - 一部が千代田三丁目および同五丁目に編入され、廃止[1]。

### WEB
1. ↑  総務省総合通信基盤局電気通信事業部電気通信技術システム課番号企画室 (2014年4月3日). “市外局番の一覧” (PDF).   総務省. p. 7. 2015年5月23日閲覧。
2. ↑  “管轄区域”.   愛知県自動車会議所. 2021年9月23日閲覧。

### 書籍
1. 1 2 3 4 5 6  名古屋市計画局 1992, p. 787.
2. ↑  名古屋市文化財調査保存委員会 1954, p. 111.
3. ↑  名古屋市役所 1916, p. 798.
4. 1 2  名古屋市計画局 1992, p. 317.
5. 1 2  名古屋市計画局 1992, p. 786.
6. ↑  名古屋市計画局 1992, p. 788.
7. ↑  名古屋市会事務局 1963, p. 188.
8. ↑  名古屋市計画局 1992, p. 789.